# 紀元前176年
紀元前176年（きげんぜん176ねん）は、ローマ暦の年である。

## 他の紀年法
- 干支 : 乙丑
- 日本
  - 孝元天皇39年
  - 皇紀485年
- 中国
  - 前漢 : 文帝4年
- 朝鮮
  - 檀紀2158年
- 仏滅紀元 : 369年
- ユダヤ暦 : 3585年 - 3586年

## できごと

### ローマ帝国
- ローマ帝国の将軍ティベリウス・センプロニウス・グラックス・マイヨルがサルデーニャを征服し、住民を奴隷にした。

### エジプト
- クレオパトラ1世がプトレマイオス6世を残して死去した。

### パルティア
- アルサケス朝パルティアの王フリアパティウスが死去し、フラーテス1世が王位を継承した。

## 死去
- クレオパトラ1世、古代エジプトの女王（* 紀元前204年）
- フリアパティウス、パルティア王